# Víctor Medina Morón
Víctor Medina Morón alias "Megateo" né à La Paz dans le département de Cesar au nord de Santander, mort fusillé par ses compagnons d'armes, est un leader étudiant secrétaire de la Jeunesse Communiste de Colombie (JUCO), et un guérillero colombien. Accusé de trahison par l'ELN, il est fusillé le 22 mars 1968 dans la montagne de Santander.

## Biographie
Víctor Medina Morón se fait remarquer comme leader étudiant à l'Université industrielle de Santander et leader politique de l'Armée de libération nationale (ELN). Il poursuit ses études secondaires à l'École Salésienne de Tunja, capitale du département de Boyacá. En 1960, il déménage à Bucaramanga (Santander) pour poursuivre des études à l'Université industrielle de Santander (U.I.S.).
Víctor Medina Morón bénéficie d'une bourse cubaine pour développer des compétences d'organisateur de masse, et à son retour en 1963, il maintient son action au sein du JUCO, en relation avec la formation politique et organisationnelle des étudiants et du travail.
Víctor Medina Morón revient au pays et commence par nouer des contacts à Bucaramanga et Barrancabermeja, car c'était sa région d'activité politique. Fin de l'année 1963, en raison de son activité considérée comme subversive, le Parti communiste colombien l'expulse publiquement, avec Heriberto Espitia, Heliodoro León et Libardo Mora Toro, avec la mention « d'extrême gauche ».
En 1964, dès le début du gouvernement de Guillermo León Valencia, sept jeunes qui vivent à Cuba grâce à des bourses du gouvernement de Fidel Castro, forment la "Brigade Pro Libération José Antonio Galán" composée de Fabio Vásquez Castaño, Ricardo Lara Parada, Víctor Medina Morón, Heriberto Espitia, José Merchán, Luis Rovira et Mario Hernández.
En septembre 1964, il doit rejoindre les rangs de la guérilla et abandonner son travail politique, après une série d'attaques contre l'Institut américano-colombien de Bucaramanga et de Bogotá, il devient suspect et l'expose aux autorités.
Les revers militaires, et les tensions internes, rendent responsable Victor Medina Morón, de fomenter un complot contre  Fabio Vásquez Castaño. Le commandement décide d'organiser un procès révolutionnaire, qui durera environ vingt jours. Victor Medina assure sa défense pour mettre en évidence les divergences du militaire et du politique. L'orthodoxie et la rigidité de ses compagnons d'armes, le 22 mars 1968, il sera condamné et fusillé quelque part dans les montagnes environnantes de Santander.